# Société anonyme tunisienne de production et d'expansion cinématographique

Logo de la SATPEC.

La Société anonyme tunisienne de production et d'expansion cinématographique (arabe : الشركة التونسية للإنتاج والتنمية السينمائية) ou SATPEC est un établissement public tunisien créé en 1957 et disparu en 1992. Il est chargé de la production, de l'importation, de la distribution, et de l'exploitation de films tunisiens.

## Historique
En 1967, le pouvoir tunisien, désireux de favoriser l'émergence d'un cinéma national et indépendant, crée la SATPEC et installe un complexe industriel de cinéma sur la colline de Gammarth, face à la mer, à la place d'un ancien monastère. En 1969, la SATPEC obtient le monopole national d'importation de films, qui prend fin en 1981 avec le retour sur le marché des distributeurs privés.
En juin 1983, avec l'installation des nouveaux laboratoires couleurs à Gammarth, la SATPEC commence à accorder des prestations techniques à des œuvres cinématographiques étrangères comme le film Pirates de Roman Polanski, tourné en Tunisie en 1986 grâce à l'appui, notamment, de Tarak Ben Ammar ,.
Toutefois, affaiblie par des problèmes financiers, la SATPEC — qui n'avait plus conservé que l'infrastructure technique de Gammarth — est mise en liquidation et privatisée en 1992.